# Essam Khaled
Mohamed Essam Khaled (in arabo محمد عصام خالد‎?; 11 gennaio 1951) è un ex cestista egiziano.

## Carriera
Con l'Egitto ha disputato due edizioni dei Giochi olimpici (Monaco 1972 e Montréal 1976).